# La malinconia di Haruhi Suzumiya
La malinconia di Haruhi Suzumiya (涼宮ハルヒの憂鬱?, Suzumiya Haruhi no yūutsu) è una serie di light novel scritta da Nagaru Tanigawa ed illustrata da Noizi Itō, di cui il primo volume è stato pubblicato in Giappone nel 2003 dalla Kadokawa Shoten. La serie viene pubblicata in Italia da J-Pop (divisione di Edizioni BD) dal 2011. Dato l'enorme successo ottenuto, la compagnia decise di produrne diverse serie manga, un anime, e diversi videogiochi. Nacquero così nel 2004 e nel 2005 due serie manga shōnen pubblicate nella rivista Shōnen Ace, entrambe dal titolo La malinconia di Haruhi Suzumiya, delle quali la prima durò per un singolo volume, mentre la seconda si concluse nel 2013 arrivando al 20º tankōbon. In Italia il manga è pubblicato dalla J-Pop.
Tuttavia fu il 2006 l'anno che permise alla serie di venire conosciuta enormemente anche fuori dal Giappone. A partire dal 2 aprile 2006 cominciò la messa in onda della serie animata anch'essa intitolata La malinconia di Haruhi Suzumiya. L'anime, prodotto dalla Kyoto Animation e diretto da Yutaka Yamamoto, consta di 14 episodi e prende fortemente spunto principalmente dal primo volume della serie di racconti, ma raccoglie anche alcuni episodi del terzo, del quinto e del sesto volume. Il successo della serie fu tale da portare l'anime tra i più famosi trasmessi nel 2006 e, pochi mesi più tardi, venne esportato anche negli Stati Uniti d'America. In Italia invece, la distribuzione della serie è a cura di Dynit: pubblicata prima in DVD nel 2008, la serie è stata trasmessa sul canale Rai 4 dal 24 ottobre 2010 al 6 febbraio 2011.
Nel 2009 sono state trasmesse repliche con 14 nuovi episodi "mischiati" a quelli della prima serie. Al termine della trasmissione delle repliche con i nuovi episodi aggiuntivi è stata annunciata l'uscita di un lungometraggio animato intitolato Suzumiya Haruhi no shōshitsu (涼宮ハルヒの消失? lett. "La scomparsa di Haruhi Suzumiya"), basato sull'omonimo quarto volume della serie di light novel, proiettato nei cinema giapponesi dal 6 febbraio 2010.
Dal 2011 la produzione anime è in stallo. La produzione della serie manga si è arrestata con il volume 20, pubblicato a dicembre del 2013, in quanto aveva completato il racconto della light novel e non c'era più materiale su cui lavorare. Il 25 novembre 2020 è uscito un nuovo libro della serie di light novel, il volume 12, intitolato "Suzumiya Haruhi no chokkan" (涼宮ハルヒの直観, lett. "L'intuizione di Haruhi Suzumiya"), dopo circa nove anni e mezzo dal lavoro precedente.

## Trama
Kyon è un ragazzo che inizia la sua carriera liceale, ormai privo di immaginazione e deluso dalla monotonia del mondo. Il primo giorno di scuola assiste alla presentazione di una ragazza della sua classe, Haruhi Suzumiya, che è sempre stata considerata un personaggio piuttosto strano dai suoi compagni. Durante la sua presentazione mette subito in chiaro che non vuole avere a che fare con "semplici umani", ma solo con alieni, viaggiatori del tempo o esper. Tutti le stanno alla larga, ma Kyon incuriosito le rivolge la parola e da quel giorno il ragazzo diventa la persona più vicina ad Haruhi, tanto che i compagni di classe immaginano ci sia una relazione tra i due.
Visto che Haruhi lascia ogni singolo club scolastico in cui entra, Kyon finisce per suggerirle (indirettamente) di creare un suo club personale e la ragazza lo costringe a partecipare come secondo membro. Fondano quindi la Brigata SOS, club a caccia di fenomeni paranormali, e la prima cosa di cui si preoccupa la ragazza è trovare nuovi membri. Va quindi in cerca di personaggi particolari in grado di incarnare lo spirito del club, finendo per trovare Yuki Nagato, una taciturna lettrice, Mikuru Asahina, un "viso da lolita con grandi seni" - utile a puro scopo pubblicitario -, e Itsuki Koizumi, uno studente appena trasferito. Quello che non sa però è che queste tre persone sono nell'ordine un'interfaccia umanoide creata da forme di vita incorporee dette "entità integrate di dati", una viaggiatrice del tempo e un esper. Tutti e tre sono occupati a studiare la strana ragazza e rivelano la loro identità soltanto a Kyon, che risulta essere l'unico membro "normale" del club. Nonostante questo, la vita scolastica del gruppo prosegue nella monotonia e proprio per evitare che Haruhi si annoi troppo, nel tempo si susseguiranno strani avvenimenti creati per scongiurare la possibile "fine del mondo" per mano della stessa Haruhi.
Secondo quello che rivela Koizumi, infatti, Haruhi è inconsapevolmente una divinità, e il mondo è creato e cambiato da lei secondo i suoi pensieri, senza che lei si accorga di nulla. Se Haruhi si annoiasse, potrebbe decidere che questo mondo debba essere sostituito da un altro, e distruggerlo. Infatti quando Haruhi si annoia o ha delle frustrazioni, lei crea uno "spazio chiuso", cioè un piccolo altro universo di solito assomigliante ad una parte del nostro, ma di solito senza persone, con un muro invisibile oltre il quale non si può andare, anche se si vede quello che c'è al di là. In questo spazio si muove "l'uomo divino", un gigante che rappresenta le frustrazioni di Haruhi, rinchiuse in uno spazio chiuso della sua mente. Gli esper dell'"Organizzazione" di Koizumi possono interagire con gli spazi chiusi per evitare che si ingrandiscano fino a sostituire il nostro mondo, ma il più delle volte il modo per farlo è evitare che Haruhi si annoi, assecondarla e fare in modo che tutto vada come lei vorrebbe. Anche Mikuru riconosce in Haruhi un'anomalia dato che non può andare indietro nel tempo a più di tre anni prima della storia principale, mentre per Yuki Nagato è in grado di creare dati dal nulla.

## Personaggi

I personaggi principali della serie. Da sinistra: Kyon, Yuki, Haruhi, Mikuru e Itsuki

### Brigata SOS
Kyon (キョン?, Kyon)
Doppiato da: Tomokazu Sugita (ed. giapponese), Davide Perino (ed. italiana)
È il narratore e il protagonista della storia. Un ragazzo mite, che si avvicina ad Haruhi e diventa suo amico, dandole inoltre l'idea di fondare il club Brigata SOS. Oltre a fare da narratore nei romanzi, anche nel manga e nell'anime con la sua voce fuori campo sottolinea ogni singolo evento fornendo di volta in volta il suo punto di vista, che è spesso distaccato e neutro oppure critica con ironia le parole o azioni di Haruhi. "Kyon" è un nomignolo, il suo vero nome è sconosciuto, quello che viene rivelato alla fine di Suzumiya Haruhi no kyōgaku "Kyorosuke" è solo un diminutivo usato da Tsuruya, come quelli di Haruhi "Haru-nyan" e di Nagato "Nagato-chi".
Haruhi Suzumiya (涼宮 ハルヒ?, Suzumiya Haruhi)
Doppiata da: Aya Hirano (ed. giapponese), Domitilla D'Amico (ed. italiana)
È la coprotagonista della storia. Una ragazza eccentrica e misteriosa, ritenuta folle da quasi la totalità dei suoi compagni di classe. Desidera avere un incontro con presenze sovrannaturali o con viaggiatori del tempo semplicemente perché avere a che fare con semplici umani è troppo noioso. Il primo vero amico che ha è Kyon, che non esita a sottomettere ai suoi voleri facendogli fare tutti i lavori possibile del club. È senza saperlo una divinità che con i suoi pensieri condiziona il mondo e sarebbe in grado anche di distruggerlo.
Yuki Nagato (長門 有希?, Nagato Yuki)
Doppiata da: Minori Chihara (ed. giapponese), Perla Liberatori (ed. italiana)
Un membro del club di lettura, è taciturna e seria. In realtà è un'interfaccia umanoide creata da forme di vita aliene incorporee dette "entità integrate di dati" (una sola "entità integrata" nella versione italiana del manga) per interagire con gli esseri umani, scesa sulla Terra per monitorare Haruhi tre anni prima gli eventi narrati.
Mikuru Asahina (朝比奈 みくる?, Asahina Mikuru)
Doppiata da: Yūko Gotō (ed. giapponese), Valentina Favazza (ed. italiana)
Una ragazza dolce e sempre accondiscendente, definita moe, selezionata da Haruhi per attirare membri maschili nel club. In realtà è una viaggiatrice del tempo incaricata di scoprire il mistero dell'esistenza di Haruhi.
Itsuki Koizumi (古泉 一樹?, Koizumi Itsuki)
Doppiato da: Daisuke Ono (ed. giapponese), Leonardo Graziano (ed. italiana)
Uno studente appena trasferito nella scuola di Haruhi. In realtà è un esper, ovvero un ragazzo dai poteri sovrannaturali capace di interagire con quello che chiama lo "spazio chiuso" e membro di un'"Organizzazione" di persone simili a lui. Si dimostra sempre molto tranquillo e disponibile.

### Altri
Ryōko Asakura (朝倉 涼子?, Asakura Ryōko)
Doppiata da: Natsuko Kuwatani (ed. giapponese), Eva Padoan (ed. italiana)
È una studentessa della classe di Kyon e Haruhi che è in realtà un'interfaccia umanoide come Yuki Nagato ma con idee diverse (come dirà in seguito Yuki, esistono diverse fazioni fra gli esseri simili a lei), tanto che crede di dover uccidere Kyon per studiare la reazione di Haruhi. In realtà era una copia di backup di Yuki, che non poteva permettersi di prendere decisioni come questa. Yuki quindi la distrugge rimuovendola dal mondo fisico, facendo credere che si sia trasferita in Canada.
Tsuruya (鶴屋?)
Doppiata da: Yuki Matsuoka (ed. giapponese), Emanuela Damasio (ed. italiana)
Amica e compagna di classe di Mikuru, compare per la prima volta quando partecipa ad un torneo di baseball formando una squadra insieme alla Brigata SOS. La sua famiglia è molto ricca e possiede una villa in montagna. Nel Complotto di Haruhi Suzumiya si apprenderà che la sua famiglia è collegata in qualche modo all'"Organizzazione" di Itsuki Koizumi, ma secondo un patto, non devono interferire l'una negli affari dell'altra. Tsuruya dice a Kyon di capire che nella Brigata SOS c'è qualcosa di anormale, ma di divertirsi a guardarla dall'esterno; tuttavia dimostra di sapere molto, perché dice a Kyon che il futuro della specie umana è nelle sue mani. Ne Lo spavento di Haruhi Suzumiya si scopre che Kunikida è innamorato di lei e che è considerata un genio.
Taniguchi (谷口?)
Doppiato da: Minoru Shiraishi (ed. giapponese), Omar Vitelli (ed. italiana)
Compagno di classe di Kyon e Haruhi, ha frequentato la scuola media insieme a Haruhi. Kyon lo considera uno dei suoi amici "normali" con cui starebbe se non avesse a che fare con niente di soprannaturale. All'inizio dà a Kyon varie informazioni su Haruhi, per esempio il fatto che lei lasciava i ragazzi pochissimo tempo dopo aver iniziato la relazione, e la relazione più breve è durata cinque minuti. Taniguchi parla spesso di ragazze e dà un "voto" ad ognuna. Ne La scomparsa di Haruhi Suzumiya si parla di una sua fidanzata, e ne Lo spavento di Haruhi Suzumiya si scopre che si trattava di Kuyō Suo, che l'ha scambiato per Kyon e l'ha poi lasciato dicendo di essersi sbagliata.
Kunikida (国木田?)
Doppiato da: Megumi Matsumoto (ed. giapponese), Furio Pergolani (ed. italiana)
Altro amico "normale" di Kyon e suo compagno di classe, più taciturno di Taniguchi. Ha frequentato la scuola media insieme a Kyon e afferma che a quest'ultimo piacciono le ragazze strane e misteriose.
Presidente del club di informatica (コンピュータ研究会部長?, Konpyūta kenkyūkai buchō)
Doppiato da: Nobuyuki Kobushi (ed. giapponese), Luigi Scribani (ed. italiana)
Presidente del club che ha sede nella stanza vicina a quella della Brigata SOS, il suo nome è sconosciuto se non per la prima sillaba, "ya". Odia la Brigata SOS in quanto Haruhi l'ha costretto a cedere loro un computer ricattandolo con una foto in cui sembrava molestare sessualmente Mikuru, in realtà mandatagli addosso appositamente da Haruhi. In seguito sfida la Brigata SOS con il videogioco Il giorno del Sagittario tentando di vincere con l'inganno, ma la Brigata SOS ha la meglio grazie a Yuki.
Emiri Kimidori (喜緑 江美里?, Kimidori Emiri)
Doppiata da: Yuri Shiratori (ed. giapponese), Ilaria Giorgino (ed. italiana)
Ragazza dai capelli verdi che compare per la prima volta in Misterique Sign quando chiede alla Brigata SOS di cercare il presidente del club di informatica scomparso. Dice di essere la sua fidanzata, ma Kyon si accorge che non è vero e sospetta che sia un'interfaccia umanoide come Yuki. Ricompare come segretaria dell'Associazione Studentesca che controlla i club, e Koizumi dice che è sicuramente un essere simile a Yuki, probabilmente di un'altra fazione ma non sua nemica. Itsuki ricordava un'altra persona a svolgere la funzione di "scrivano", ma secondo i documenti ed i ricordi delle altre persone è sempre stata lei. Kyon si accorgerà poi che ha preso il ruolo di "osservatrice di Kuyō" che prima era di Yuki.
Sorella di Kyon (キョンの妹?, Kyon no imōto)
Doppiata da: Sayaka Aoki (ed. giapponese), Roberta De Roberto (ed. italiana)
Bambina di cui non si conosce il nome, è la sorella minore di Kyon. Anche lei compare per la prima volta in occasione di un torneo di baseball come Tsuruya. Prova simpatia per Mikuru e Tsuruya, mentre Kyon nota una similarità tra lei e Haruhi. È stata lei a cominciare a chiamarlo con il soprannome di "Kyon" dopo aver sentito una volta la loro zia chiamarlo così.
Shamisen (シャミセン?)
Doppiato da: Ken'ichi Ogata (ed. giapponese)
Gatto considerato da tutti raro perché maschio tricolore. In un episodio sono mostrate appunto riflessioni sul fatto che le persone siano attratte da ciò che è raro, come se le pensasse il gatto. Haruhi gli darà temporaneamente la possibilità di parlare: è una delle anomalie create da un suo momento di delusione durante le riprese del film Le avventure di Mikuru Asahina. Dopo le riprese del film viene adottato da Kyon. Sua sorella lo chiama "Shami". La parola shamisen indica uno strumento musicale con tre corde giapponese con una cassa di solito coperta da pelle di cane o gatto.
Keiichi Tamaru (多丸 圭一?, Tamaru Keiichi)
Doppiato da: Kazuhiko Inoue (ed. giapponese), Vittorio Guerrieri (ed. italiana)
Membro dell'"Organizzazione" di Itsuki, è un uomo di mezz'età che possiede una villa su un'isola, dove l'"Organizzazione" ha organizzato un gioco di deduzione facendo inizialmente credere ad Haruhi che fosse un vero omicidio. Ricompare in seguito per organizzare un gioco simile nella villa in montagna di Tsuruya.
Yutaka Tamaru (多丸 裕?, Tamaru Yutaka)
Doppiato da: Toshiyuki Morikawa (ed. giapponese), ? (ed. italiana)
Il fratello minore di Keiichi, anche lui fa parte dell'"Organizzazione" e prende parte ai giochi di deduzione.
Sonou Mori (森 園生?, Mori Sonou)
Doppiata da: Akane Omae (ed. giapponese), ? (ed. italiana)
Fa parte dell'"Organizzazione" e fa da cameriera nelle ville dei giochi di deduzione. Nel Complotto di Haruhi Suzumiya compare sempre lavorando per l'"Organizzazione" su un'auto guidata da Arakawa, e salvando Mikuru dal rapimento ad opera di Kyōko Tachibana e Fujiwara.
Arakawa (新川?)
Doppiato da: Akio Ōtsuka (ed. giapponese), Ambrogio Colombo (ed. italiana)
Altro membro dell'"Organizzazione", lavora come maggiordomo insieme a Sonou e lo si vede anche nei panni del tassista di Itsuki. Anche nel Complotto di Haruhi Suzumiya lo si vede alla guida dell'auto su cui si trova anche Sonou.
Rappresentante degli studenti (生徒会長?, Seitokaichō)
Il rappresentante degli studenti e presidente dell'Associazione Studentesca che controlla i club, severo ed intransigente, lascia alla Brigata SOS l'aula solo se svolgono le funzioni tipiche del "club di letteratura" che esisteva prima della Brigata, di cui Yuki era l'unico membro, dato che la Brigata SOS non esiste come club. Compare per la prima volta nel racconto breve Capo redattore a tutta dritta!. In realtà è un collaboratore dell'"Organizzazione" di Itsuki, anche se non un suo membro, ed è stato lui a convincerlo a candidarsi al ruolo di rappresentante per creare un diversivo e far divertire Haruhi. È stato scelto perché assomiglia all'idea che Haruhi avrebbe di rappresentante degli studenti. Dice che anche se non voleva candidarsi, ora vuole trarre vantaggio dal suo ruolo. Non compare nell'anime.
Miyoko "Miyokichi" Yoshimura (吉村 美代子（ミヨキチ）?, Yoshimura Miyoko (Miyokichi))
È la ragazza con cui Kyon dice di aver avuto una sorta di appuntamento e di cui scrive nel racconto breve Capo redattore a tutta dritta!, quando la brigata SOS è costretta a scrivere per tenere in vita il club di letteratura, per non essere chiusa dal rappresentante degli studenti. È in realtà una compagna di classe della sorella di Kyon e la sua migliore amica, che all'epoca dell'"appuntamento" aveva dieci anni, e Kyon la accompagnò soltanto a vedere un film che era vietato ai minori di dodici anni a meno che non fossero accompagnati. Tuttavia Kyon afferma che è carina e dimostra di più della sua età.
Sasaki (佐々木?)
Sasaki è una ex compagna di classe di Kyon. Compare nelle light novel La scissione di Haruhi Suzumiya e Lo spavento di Haruhi Suzumiya e nel breve racconto Rainy Day, che svela il legame tra lei e Kyon. È la famosa ragazza strana che piaceva al protagonista di cui parla Kunikida. Molto legata a Kyon, al punto di esser scambiata per la sua ragazza (lei stessa si definisce "amica molto intima" causando la gelosia di Haruhi), è una persona acuta ed intelligente. È oggetto di studi di un'organizzazione concorrente a quella di Itsuki, di cui fa parte Kyōko Tachibana, la quale è convinta che lei sia il vero essere divino e che i suoi poteri siano stati in qualche modo trasferiti a Suzumiya. Come quest'ultima, ha la capacità di generare "spazi chiusi" ma, contrariamente a Haruhi, ne ha generato solo uno che rimane sempre uguale ed è luminoso, pacifico e privo di "uomini divini": ciò significa che non potrebbe distruggere il mondo. Inoltre Sasaki è cosciente della sua condizione di "divinità" e dell'esistenza di alieni, viaggiatori del tempo ed esper, in quanto ha incontrato Kyōko Tachibana, Kuyō Suō e Fujiwara, che gliel'hanno rivelato. Non le piacerebbe ricevere di nuovo i poteri di Haruhi, che invece l'organizzazione di Kyōko Tachibana le vorrebbe restituire. La frase "Yare Yare" che pronuncia spesso Kyon in origine veniva utilizzata da Sasaki. Non compare nell'anime.
Kyōko Tachibana (橘 京子?, Tachibana Kyōko)
È una esper che lavora per l'organizzazione rivale a quella di Itsuki, apparsa da Il complotto di Haruhi Suzumiya in poi. Ne La scissione di Haruhi Suzumiya si scopre che i membri della sua organizzazione, quando hanno ricevuto i poteri da esper, si sono resi conto in modo naturale di averli ricevuti da Sasaki; i membri di questa corrente credono quindi che i poteri di divinità di Sasaki siano poi stati trasferiti a Haruhi. È convinta che i poteri di Haruhi debbano essere restituiti a Sasaki in quanto più stabile e adatta, per ridurre la possibilità che sia distrutto il mondo. Per ottemperare allo scopo si allea con Kuyō e Fujiwara, e rivela la sua identità a Sasaki e Kyon. Anche lei, come Itsuki, può entrare negli "spazi chiusi", ma solo quelli generati da Sasaki. Rivela a Kyon che il capo e fondatore dell'organizzazione rivale altri non è che Itsuki Koizumi, ma quest'ultimo afferma che non c'è un capo e tutti sono alla pari. Non compare nell'anime.
Kuyō Suō (周防 九曜?, Suō Kuyō)
Ragazza presentata a Kyon da Sasaki ne La scissione di Haruhi Suzumiya, Kyon la riconosce come l'interfaccia organica creata dall'entità contrapposta all'"Entità integrata di dati" di cui Yuki Nagato gli aveva parlato in Sindrome della montagna innevata. L'entità da cui deriva sarà battezzata "Dominio della Volta celeste" da Yuki Nagato. Ancor più asociale di quest'ultima in quanto "difettosa", è dotata di pericolosi poteri, tant'è che Yuki e Emiri sono costrette a riattivare Ryoko per fronteggiarla. Ha rivelato la sua identità a Sasaki. Ha la capacità di rendersi invisibile e frequenta l'istituto femminile Kōyōen, frequentato dalla Haruhi alternativa de La Scomparsa di Haruhi Suzumiya. Sia nella Sindrome della montagna innevata che ne Lo spavento di Haruhi Suzumiya riesce a far ammalare Yuki semplicemente cercando di comunicare con lei. Ne Lo spavento di Haruhi Suzumiya scopriamo che è stata la fidanzata di Taniguchi di cui si parlava ne La scomparsa di Haruhi Suzumiya. In realtà il suo scopo era quello di avvicinare Kyon ma, data la sua scarsa familiarità con gli esseri umani, scambia Taniguchi per quest'ultimo. Accorgendosi successivamente dell'errore, lo lascia ma continua a portare con sé l'orologio che le aveva regalato per San Valentino. Non compare nell'anime.
Fujiwara (藤原?)
Nome fittizio usato dal viaggiatore del tempo proveniente dal futuro comparso da Il complotto di Haruhi Suzumiya in poi. Odia le persone dell'epoca di Haruhi ed appartiene ad una fazione il cui scopo è quello di abolire i TPDD (gli strumenti che permettono di viaggiare nel tempo) e viaggi nel tempo. Ha rivelato la sua identità a Sasaki, ma non vuole collaborare con persone del passato e non gli interessa se sia lei o Haruhi ad avere i poteri di divinità. Di carattere indisponente e borioso, le ragioni che lo spingono in quell'epoca restano un mistero fino alla fine de Lo spavento di Haruhi Suzumiya, quando si scopre che è il fratello di Mikuru Asahina in una realtà alternativa. Avendo perso la sorella nella sua dimensione cerca di modificare l'attuale piano temporale per riaverla con sé. Non compare nell'anime.
Yasumi Watahashi (渡橋 泰水?, Watahashi Yasumi)
Matricola del liceo Kita che entra a far parte della Brigata SOS nella linea temporale "α" della light novel Lo spavento di Haruhi Suzumiya. Di carattere solare, assomiglia moltissimo ad Haruhi e Kyon è convinto di averla già conosciuta in passato anche se non riesce a ricordare dove o quando. In effetti è la trasposizione di parte del potere di Haruhi Suzumiya in forma umana, con piena coscienza delle sue capacità, generata inconsciamente dalla leader della Brigata per fronteggiare l'attacco dell'Anti Brigata SOS formata da Sasaki, Fujiwara, Kuyō Suō e Kyōko Tachibana. Alla fine del racconto, dopo che l'alter ego è tornato ad esser tutt'uno con Haruhi, Itsuki spiega a Kyon che il nome Yasumi Watahashi è un gioco di parole significante "Io sono (Haruhi) Suzumiya": i kanji del nome Yasumi si possono leggere anche Yasumizu, e Watahashi Yasumizu è un anagramma di Watashi ha Suzumiya, ma visto che la particella wa si scrive con il kana di ha, deve essere letto Watashi wa Suzumiya, cioè "Io sono (Haruhi) Suzumiya". Non compare nell'anime.

## Media

### Light novel
Scritte da Nagaru Tanigawa ed illustrate da Noizi Itō, le light novel de La malinconia di Haruhi Suzumiya alternano romanzi a raccolte di brevi storie. Le storie brevi inizialmente erano apparse in The Sneaker, una rivista seinen pubblicata in Giappone dalla Kadokawa Shoten, stessa casa editrice dei volumi. La serie è in corso dal 6 giugno 2003 ed è arrivata a undici volumi nel 2011. A distanza di quasi dieci anni, nel 2020 viene pubblicato un dodicesimo volume. Nel 2024 è stato pubblicato il tredicesimo volume.
In Italia i diritti della serie furono originariamente acquisiti da Mondadori che ne aveva annunciato la pubblicazione per ottobre 2010, ma tale edizione è rimasta inedita. Successivamente le light novel hanno iniziato la pubblicazione da parte di J-Pop, divisione di Edizioni BD. Il primo volume è stato pubblicato in Italia, il 12 novembre 2011, in occasione del Lucca Comics & Games 2011. La traduzione in italiano è di Marco Franca nei primi due volumi, di Annalisa Bardelli nel terzo e di Salvatore Corallo nel quarto e quinto. La traduzione del sesto volume è di Loris Usai. Le light novel sono state date in licenza anche a Taiwan, Hong Kong e Cina dalla Kadokawa Media, in Corea del Sud dalla Daiwon CI e negli Stati Uniti dalla Little, Brown Books e Yen Press.

### Manga

Copertina del ventesimo volume dell'edizione italiana, raffigurante la Brigata SOS

La Kadokawa Shoten ha pubblicato due adattamenti manga delle light novel di Haruhi Suzumiya su Shōnen Ace. Il primo, di Makoto Mizuno, è stato pubblicato dal maggio al dicembre del 2004 e raccolto in un unico tankōbon il 1º settembre 2004, ed è sensibilmente diverso dalla storia delle light novel. La seconda serie, illustrata da Gaku Tsugano e destinata ad un pubblico più giovane rispetto a quello delle light novel, è iniziata a novembre 2005 e si è conclusa nel 2013 arrivando al ventesimo volume. I diritti per questo secondo manga sono stati venduti anche negli Stati Uniti, dove sono stati rilevati dalla Yen Press, ed in Italia dove il manga è stato acquistato da J-Pop, divisione di Edizioni BD, ed è stato pubblicato mensilmente a partire dal numero di novembre 2010, che in realtà è stato pubblicato il 31 ottobre in occasione del Lucca Comics & Games 2010. I numeri successivi sono stati pubblicati regolarmente da dicembre 2010 fino al volume 10, pubblicato ad agosto 2011. Da allora le uscite sono proseguite a cadenza irregolare.
Una parodia ufficiale, intitolata La malinconia di Haruhi-chan Suzumiya (涼宮ハルヒちゃんの憂鬱?, Suzumiya Haruhi-chan no yūutsu) realizzata da Puyo e pubblicata nella forma di yonkoma è iniziata il 26 luglio 2007 su Shōnen Ace ed il 30 agosto 2007 su The Sneaker. Il primo tankōbon è stato pubblicato il 26 maggio 2008. La Yen Press ha acquistato i diritti del manga Haruhi-chan per l'America del nord, ed ha iniziato la pubblicazione nel 2010. Un'altra parodia yonkoma, Nyorōn Churuya-san (にょろーん ちゅるやさん?), realizzata dal mangaka Eretto (Utsura Uraraka), originariamente una dōjinshi, e con protagonista il personaggio di Tsuruya, è stata pubblicata in tre volumi come dōjinshi (pubblicati il 17 agosto 2006, l'11 febbraio 2007 ed il 21 ottobre 2007) prima di essere serializzata su Comp Ace dal novembre 2008 all'ottobre 2009 e in un tankōbon della Kadokawa Shoten a settembre 2009, mentre altre tre dōjinshi sono uscite rispettivamente il 5 novembre 2006, il 15 agosto 2009 ed il 13 agosto 2010 con storie non pubblicate dalla Kadokawa Shoten. Un manga spin-off, La scomparsa di Yuki Nagato (長門有希ちゃんの消失?, Nagato Yuki-chan no shōshitsu), sempre di Puyo, ha cominciato la sua serializzazione su Young Ace a luglio 2009 e viene pubblicato in Italia dalla J-Pop dal 25 gennaio 2012.. Il manga si svolge in una timeline alternativa, avviata dal quarto volume dei light novel, La scomparsa di Haruhi Suzumiya, dove Yuki Nagato è semplicemente una timida studentessa e non un'aliena. Un altro spin-off, intitolato Il complotto di Itsuki Koizumi (古泉一樹くんの陰謀?, Koizumi Itsuki-kun no inbō) e realizzato sempre da Puyo, è serializzato sul bimestrale Altima Ace dal 18 aprile 2012.

#### Volumi
| 1  | 21 aprile 2006 | ISBN 4-04-713811-8     | 31 ottobre 2010   | ISBN 978-88-6123-916-6 |
| 1  | Capitoli - 1. La malinconia di Haruhi Suzumiya I - 2. La malinconia di Haruhi Suzumiya II - 3. La malinconia di Haruhi Suzumiya III - 4. La malinconia di Haruhi Suzumiya IV - 5. La malinconia di Haruhi Suzumiya V                             |                        |                   |                        |
| 2  | 22 giugno 2006 | ISBN 4-04-713831-2     | 12 dicembre 2010  | ISBN 978-88-6123-932-6 |
| 2  | Capitoli - 6. La malinconia di Haruhi Suzumiya VI - 7. La malinconia di Haruhi Suzumiya VII - 8. La malinconia di Haruhi Suzumiya VIII - 9. La malinconia di Haruhi Suzumiya IX                                                                  |                        |                   |                        |
| 3  | 21 dicembre 2006 | ISBN 4-04-713885-1     | 9 gennaio 2011    | ISBN 978-88-6123-847-3 |
| 3  | Capitoli - 10. La noia di Haruhi Suzumiya I - 11. La noia di Haruhi Suzumiya II - 12. Knowing Me, Knowing You - 13. Rapsodia delle foglie di bambù I - 14. Rapsodia delle foglie di bambù II                                                     |                        |                   |                        |
| 4  | 22 giugno 2007 | ISBN 978-4-04-713923-7 | 6 febbraio 2011   | ISBN 978-88-6123-858-9 |
| 4  | Capitoli - 15. Mystérique Sign I - 16. Mystérique Sign II - 17. Mystérique Sign Bis - 18. Sindrome dell'isola sperduta I - 19. Sindrome dell'isola sperduta II                                                                                   |                        |                   |                        |
| 5  | 24 ottobre 2007 | ISBN 978-4-04-713981-7 | 6 marzo 2011      | ISBN 978-88-6123-953-1 |
| 5  | Capitoli - 20. Endless Eight I - 21. Endless Eight II - 22. La concezione della vita del gatto randagio Shamisen - 23. Get in the Ring - 24. Il sospiro di Haruhi Suzumiya I - 25. Il sospiro di Haruhi Suzumiya II                              |                        |                   |                        |
| 6  | 22 maggio 2008 | ISBN 978-4-04-715061-4 | 27 marzo 2011     | ISBN 978-88-6123-963-0 |
| 6  | Capitoli - 26. Il sospiro di Haruhi Suzumiya III - 27. Il sospiro di Haruhi Suzumiya IV - 28. Il sospiro di Haruhi Suzumiya V - 29. Show Must Go On - 30. Live Alive - 31. Tales From the Thousand Lakes                                         |                        |                   |                        |
| 7  | 20 dicembre 2008 | ISBN 978-4-04-715148-2 | 14 maggio 2011    | ISBN 978-88-6123-989-0 |
| 7  | Capitoli - 32. Il giorno del sagittario I - 33. Il giorno del sagittario II - 34. Il giorno successivo al sagittario - 35. La scomparsa di Haruhi Suzumiya I - 36. La scomparsa di Haruhi Suzumiya II - 37. La scomparsa di Haruhi Suzumiya III  |                        |                   |                        |
| 8  | 24 marzo 2009 | ISBN 978-4-04-715208-3 | 18 giugno 2011    | ISBN 978-88-6634-034-8 |
| 8  | Capitoli - 38. La scomparsa di Haruhi Suzumiya IV - 39. La scomparsa di Haruhi Suzumiya V - 40. La scomparsa di Haruhi Suzumiya VI - 41. La scomparsa di Haruhi Suzumiya VII - 42. Un'improvvisa storia di Cenerentola - 43. Mikurun Dollar Baby |                        |                   |                        |
| 9  | 22 luglio 2009 | ISBN 978-4-04-715269-4 | 24 luglio 2011    | ISBN 978-88-6634-057-7 |
| 9  | Capitoli - 44. La scomparsa di Haruhi Suzumiya VIII - 45. La scomparsa di Haruhi Suzumiya IX - 46. La scomparsa di Haruhi Suzumiya X - 47. La scomparsa di Haruhi Suzumiya XI - 48. La scomparsa... epilogo - 49. Comunicazione telegrafica...   |                        |                   |                        |
| 10 | 22 ottobre 2009 | ISBN 978-4-04-715302-8 | 13 agosto 2011    | ISBN 978-88-6634-081-2 |
| 10 | Capitoli - 50. Lover a prima vista I - 51. Lover a prima vista II - 52. Lover a prima vista III - 53. Sindrome della montagna innevata I - 54. Sindrome della montagna innevata II                                                               |                        |                   |                        |
| 11 | 21 aprile 2010 | ISBN 978-4-04-715429-2 | 24 dicembre 2011  | ISBN 978-88-6634-182-6 |
| 11 | Capitoli - 55. Sindrome della montagna innevata III - 56. Sindrome della montagna innevata IV - 57. Dov'è andato il gatto? I - 58. Dov'è andato il gatto? II - 59. Red Data Elegy                                                                |                        |                   |                        |
| 12 | 22 ottobre 2010 | ISBN 978-4-04-715544-2 | 18 febbraio 2012  | ISBN 978-88-6634-211-3 |
| 12 | Capitoli - 60. La scomparsa di Haruhi Suzumiya - Another Day - 61. La malinconia di Mikuru Asahina I - 62. La malinconia di Mikuru Asahina II - 63. Capo redattore a tutta dritta! I - 64. Capo redattore a tutta dritta! II                     |                        |                   |                        |
| 13 | 23 febbraio 2011 | ISBN 978-4-04-715656-2 | 28 aprile 2012    | ISBN 978-88-6634-239-7 |
| 13 | Capitoli - 65. Capo redattore a tutta dritta! III - 66. Capo redattore a tutta dritta! IV - 67. Capo redattore a tutta dritta! V - 68. Benvenuti nella casa maligna - 69. Il complotto di Haruhi Suzumiya I                                      |                        |                   |                        |
| 14 | 24 maggio 2011 | ISBN 978-4-04-715698-2 | 10 novembre 2012  | ISBN 978-88-6634-285-4 |
| 14 | Capitoli - 70. Il complotto di Haruhi Suzumiya II - 71. Il complotto di Haruhi Suzumiya III - 72. Il complotto di Haruhi Suzumiya IV - 73. Il complotto di Haruhi Suzumiya V - 74. Il complotto di Haruhi Suzumiya VI                            |                        |                   |                        |
| 15 | 21 dicembre 2011 | ISBN 978-4-04-715804-7 | 22 dicembre 2012  | ISBN 978-88-6634-314-1 |
| 15 | Capitoli - 75. Il complotto di Haruhi Suzumiya VII - 76. Il complotto di Haruhi Suzumiya VIII - 77. Il complotto di Haruhi Suzumiya IX - 78. Il complotto di Haruhi Suzumiya X - 78. Il complotto di Haruhi Suzumiya XI                          |                        |                   |                        |
| 16 | 17 marzo 2012 | ISBN 978-4-04-120185-5 | 31 gennaio 2013   | ISBN 978-88-6634-401-8 |
| 16 | Capitoli - 79. Wandering Shadow I - 80. Wandering Shadow II - 81. Wandering Shadow III - 82. La scissione di Haruhi Suzumiya I - 83. La scissione di Haruhi Suzumiya II                                                                          |                        |                   |                        |
| 17 | 21 novembre 2012 | ISBN 978-4-04-120459-7 | 28 settembre 2013 | ISBN 978-88-6634-598-5 |
| 17 | Capitoli - 84. La scissione di Haruhi Suzumiya III - 85. La scissione di Haruhi Suzumiya IV - 86. La scissione di Haruhi Suzumiya V - 87. La scissione di Haruhi Suzumiya VI - 88. Lo spavento di Haruhi Suzumiya I                              |                        |                   |                        |
| 18 | 19 marzo 2013 | ISBN 978-4-04-120644-7 | 24 gennaio 2015   | ISBN 978-88-6883-101-1 |
| 18 | Capitoli - 89. Lo spavento di Haruhi Suzumiya II - 90. Lo spavento di Haruhi Suzumiya III - 91. Lo spavento di Haruhi Suzumiya IV - 92. Lo spavento di Haruhi Suzumiya V - 93. Lo spavento di Haruhi Suzumiya VI                                 |                        |                   |                        |
| 19 | 21 giugno 2013 | ISBN 978-4-04-120741-3 | 18 aprile 2015    | ISBN 978-88-6883-262-9 |
| 19 | Capitoli - 94. Lo spavento di Haruhi Suzumiya VII - 95. Lo spavento di Haruhi Suzumiya VIII - 96. Lo spavento di Haruhi Suzumiya IX - 97. Lo spavento di Haruhi Suzumiya X - 98. Lo spavento di Haruhi Suzumiya XI                               |                        |                   |                        |
| 20 | 26 dicembre 2013 | ISBN 978-4-04-120956-1 | 18 luglio 2015    | ISBN 978-88-6883-326-8 |
| 20 | Capitoli - 99. Lo spavento di Haruhi Suzumiya XII - 100. Lo spavento di Haruhi Suzumiya XIII - 101. Lo spavento di Haruhi Suzumiya XIV - 102. Lo spavento di Haruhi Suzumiya XV - 103. Lo spavento di Haruhi Suzumiya XVI - 104. Rainy Day       |                        |                   |                        |

### Anime

#### Prima stagione
In Giappone la prima stagione anime è stata trasmessa nell'aprile 2006 in contemporanea su diverse reti, sia a livello regionale che nazionale.
| Regione                 | Canale televisivo | Periodo di trasmissione  |
| ----------------------- | ----------------- | ------------------------ |
| Prefettura di Chiba     | Chiba TV          | 2 aprile - 2 luglio 2006 |
| Prefettura di Saitama   | TV Saitama        | 2 aprile - 2 luglio 2006 |
| Prefettura di Kanagawa  | TV Kanagawa       | 3 aprile - 3 luglio 2006 |
| Prefettura di Kyoto     | Kyoto TV          | 3 aprile - 3 luglio 2006 |
| Prefettura di Hokkaidō  | TV Hokkaido       | 3 aprile - 3 luglio 2006 |
| Prefettura di Hyōgo     | Sun Television    | 4 aprile - 4 luglio 2006 |
| Prefettura di Miyagi    | TBC               | 4 aprile - 4 luglio 2006 |
| Prefettura di Tokyo     | Tokyo MX          | 5 aprile - 5 luglio 2006 |
| Prefettura di Aichi     | TV Aichi          | 5 aprile - 5 luglio 2006 |
| Prefettura di Hiroshima | Hiroshima Home TV | 8 aprile - 8 luglio 2006 |
| Prefettura di Fukuoka   | TV Kyushu         | 8 aprile - 8 luglio 2006 |

Una delle peculiarità principali dell'anime è l'ordine degli episodi: a parte l'episodio 12 nessuno dei 14 episodi occupa la sua corretta posizione cronologica. In tutte le anticipazioni dell'episodio successivo Haruhi enumera la giusta posizione cronologica, mentre Kyon la corregge dicendo il numero nell'ordine di trasmissione.
Questa scelta stilistica, oltre che spiazzare lo spettatore, permea anche di suspense l'intera serie. Di seguito viene indicato l'ordine di trasmissione e il rispettivo ordine cronologico. Nella serializzazione in DVD in Giappone, Nordamerica e Italia, gli episodi sono stati inseriti in ordine cronologico eccetto l'"Episode 00", inserito come prima puntata e non come undicesima. Questo episodio viene considerato appunto con il numero 0, e gli altri sono numerati da 1 a 13. Gli episodi dal dodicesimo in poi sono indicati quindi con un numero minore di un'unità rispetto a quello dell'ordine cronologico.

##### Edizioni estere

Copertina del primo DVD dell'edizione italiana.

In Canada e Stati Uniti l'anime è stato pubblicato con il titolo di The Melancholy of Haruhi Suzumiya in quattro DVD da maggio a novembre 2007 da Bandai Entertainment. Dopodiché è uscito un box completo il 29 luglio 2008. La versione in inglese è stata pubblicata anche nel Regno Unito da Beez Entertainment e in Australia e Nuova Zelanda da Madman Entertainment.
In Italia l'anime è stato pubblicato in quattro DVD da Dynit, questo l'elenco con le date di pubblicazione:
| Nº | Episodi | Data di pubblicazione |
| -- | ------- | --------------------- |
| 1  | 00→03   | 29 ottobre 2008       |
| 2  | 04→07   | 26 novembre 2008      |
| 3  | 08→10   | 10 dicembre 2008      |
| 4  | 11→13   | 28 gennaio 2009       |

1. ↑  12-13-14 secondo l'ordine cronologico, dato che l'episodio 11 è indicato come episodio 0

Nella data di lancio del primo DVD una tiratura limitata comprendeva il Collector's Box per raccogliere tutti i DVD ed un Wallscroll. Il doppiaggio italiano è diretto da Stefano Brusa e registrato allo Studio Delta di Roma.
In Italia l'anime è stato trasmesso su Rai 4 la domenica mattina con cadenza settimanale dal 24 ottobre 2010 fino al 6 febbraio 2011 con orario variabile dalle 10.55 alle 12.00. La trasmissione era in ordine sparso, come in Giappone nel 2006. Giunti all'ultimo episodio però, a partire dalla settimana successiva, iniziarono le repliche questa volta in ordine cronologico (senza i nuovi episodi, tuttora inediti in Italia). L'anime è stato pubblicato anche per la visione in streaming su internet sulla web tv on demand Popcorn TV a partire dal 20 dicembre 2010, ed era disponibile senza limiti di tempo finché non è stato rimosso nel 2012.

#### Seconda stagione
Dato l'enorme successo, era stata programmata dalla Kyoto Animation la produzione di una seconda stagione, che avrebbe seguito i restanti volumi della light novel, la cui messa in onda era prevista nella stagione autunnale di anime. Essa fu annunciata sul giornale Asahi Shimbun il 7 luglio 2007. Il 18 dicembre 2007 l'home page del sito ufficiale dell'anime fu rimpiazzata da una pagina dell'errore 404 con cinque campi di immissione per scrivere, un riferimento alla quarta light novel La scomparsa di Haruhi Suzumiya.
Tuttavia il 3 aprile 2009 iniziò una replica della serie e Teletama, una delle reti che trasmettevano l'anime, annunciò che la serie sarebbe durata 28 episodi, il che fece pensare che la seconda stagione sarebbe andata in onda dopo le repliche, ma ciò non fu confermato. Tuttavia durante la replica al settimo episodio è seguito non l'ottavo episodio (Mysterique Sign), ma una puntata inedita.
Tutti e ventotto gli episodi sono stati trasmessi in ordine cronologico, quindi i vecchi episodi sono risultati "mischiati" insieme a quelli nuovi. Alla fine degli episodi non è stata trasmessa nessuna anteprima dell'episodio successivo, ma le anticipazioni sono state poi reintegrate nelle pubblicazioni su DVD. La serie si è quindi conclusa con 28 episodi il 9 ottobre 2009.

##### Edizione in inglese
Dopo la trasmissione in TV gli episodi venivano trasmessi in streaming sul canale di YouTube della Kadokawa Shoten, che iniziò a pubblicare anche episodi con i sottotitoli in inglese. Bandai Entertainment acquistò la serie nel 2010 e pubblicò i 14 nuovi episodi doppiati in DVD il 14 settembre 2010 in Canada e Stati Uniti.

Nel Regno Unito la Manga Entertainment ha pubblicato i nuovi episodi in un box con 4 DVD il 4 luglio 2011, includendo anche i brevi episodi dello spin-off La Malinconia di Haruhi-chan Suzumiya. Anche la seconda stagione è distribuita in Australia e Nuova Zelanda da Madman Entertainment. I 14 nuovi episodi doppiati in inglese sono stati trasmessi in vari Paesi asiatici da Animax Asia dal 6 aprile 2011 al 25 maggio 2011.

#### Musiche

##### Sigle
Sigla di apertura
Koi no Mikuru densetsu (恋のミクル伝説? lett. "La leggenda di Mikuru dell'amore"), cantata da Yūko Gotō (episodio 1, 1ª stagione (ordine di trasmissione))
Bōken desho desho? (冒険でしょでしょ?? lett. "È un'avventura, vero, vero?"), cantata da Aya Hirano (episodi 2-9; 11-13, 1ª stagione e film)
Super Driver ("Super pilota"), cantata da Aya Hirano (nuovi episodi della 2ª stagione tranne il primo)
Sigla di chiusura
Hare hare yukai (ハレ晴レユカイ? lett. "Felicità soleggiata soleggiata"), cantata da Aya Hirano, Minori Chihara e Yūko Gotō (episodi 1-13, 1ª stagione)
Bōken desho desho? (冒険でしょでしょ??), cantata da Aya Hirano (episodio 14, 1ª stagione)
Tomare! (止マレ!? lett. "Stop!"), cantata da Aya Hirano, Minori Chihara e Yūko Gotō (nuovi episodi della 2ª stagione)

##### Altre musiche
Nell'episodio 12 le canzoni di Aya Hirano cantate da Haruhi sono God Knows e Lost My Music. Nell'episodio 11 dell'ordine di trasmissione sono usati segmenti della Sinfonia n. 4 in Fa minore di Pëtr Il'ič Čajkovskij, della Sinfonia n. 7 in do maggiore "Leningrado" di Dmitrij Šostakovič e di Dafni e Cloe di Maurice Ravel. Nell'episodio 14 è usata la Sinfonia n. 8 in Mi bemolle maggiore di Gustav Mahler.
Il 18 marzo 2007 si tenne all'Omiya Sonic City un concerto intitolato Suzumiya Haruhi no gekisō (涼宮ハルヒの激奏? lett. "Il grande spettacolo di Haruhi Suzumiya") con canzoni dell'anime cantate dai doppiatori. il DVD del concerto fu pubblicato il 27 luglio 2007. Il 29 aprile 2009 un altro concerto intitolato Suzumiya Haruhi no gensō (涼宮ハルヒの弦奏? lett. "La sinfonia di Haruhi Suzumiya") fu tenuto dall'Orchestra filarmonica di Tokyo con Philip Chu come direttore. In questo concerto furono eseguite canzoni e musiche di sottofondo dell'anime riarrangiate in stile classico. Il CD del concerto fu pubblicato il 24 giugno 2009 ed il DVD il 26 febbraio 2010.

#### Spin-off
Sono stati prodotti due spin-off della serie in forma di ONA, ispirati ai manga parodistici La malinconia di Haruhi-chan Suzumiya (涼宮ハルヒちゃんの憂鬱?, Suzumiya Haruhi-chan no Yūutsu) di Puyo e Nyoro~n Churuya-san (にょろーん☆ちゅるやさん?) di Eretto. Le due serie sono state trasmesse in lingua giapponese con sottotitoli in inglese sul canale della Kadokawa Shoten di YouTube fra il 13 febbraio ed il 15 maggio 2009. Tutti i doppiatori dell'anime hanno ripreso i propri ruoli in entrambe le serie. Il primo DVD delle serie è stato pubblicato in Giappone il 29 maggio 2009. Le serie è stata licenziata dalla Bandai Entertainment e doppiata in inglese dalla Bang Zoom! Entertainment per la pubblicazione in DVD. Il primo DVD con episodi delle due serie è stato pubblicato il 5 ottobre 2010. Nel Regno Unito gli episodi de La malinconia di Haruhi-chan Suzumiya sono stati inseriti nei DVD della seconda stagione.
Per La malinconia di Haruhi-chan Suzumiya, la sigla iniziale è Ima made no arasuji (いままでのあらすじ? lett. "Un riassunto della storia finora") e la sigla finale è Atogaki no yō na mono (あとがきのようなもの? lett. "Qualcosa come una postfazione"), entrambe cantate da Aya Hirano, Minori Chihara, Yūko Gotō, Tomokazu Sugita e Daisuke Ono. Un singolo con le due canzoni è stato pubblicato il 20 aprile 2009. Sono stati pubblicati anche tre singoli con i brani della serie Nyoro~n Churuya-san, contenenti canzoni di Yuki Matsuoka. . Infine nel 2015 è stata realizzata la serie animata: "Nagato Yuki chan no shoushitsu" di 16 episodi prodotta da Satelight.

#### Film
Un film animato della Kyoto Animation intitolato Suzumiya Haruhi no shōshitsu (涼宮ハルヒの消失? lett. "La scomparsa di Haruhi Suzumiya") adattato dal quarto volume dei light novel di Haruhi Suzumiya è stato proiettato nei cinema giapponesi il 6 febbraio 2010. Il film era stato annunciato da un trailer mostrato alla fine delle repliche della serie del 2009.

### Audiodrammi
Un radiodramma intitolato Suzumiya Haruhi no yūutsu - SOS Dan rajio shibu (涼宮ハルヒの憂鬱 SOS団ラジオ支部?, Suzumiya Haruhi no yūutsu - Esu Ō Esu Dan rajio shibu, lett. "La malinconia di Haruhi Suzumiya - Brigata SOS, suddivisione radio") è stato tratto dall'anime, trasmesso da Radio Kansai in 48 puntate dal 3 febbraio al 29 dicembre 2006 e pubblicato anche in CD da Lantis con il titolo di Suzumiya Haruhi no yūutsu - SOS Dan rajio shibu bangai hen (涼宮ハルヒの憂鬱 SOS団ラジオ支部 番外編?, Suzumiya Haruhi no yūutsu - Esu Ō Esu Dan rajio shibu bangai hen, lett. "La malinconia di Haruhi Suzumiya - Brigata SOS, suddivisione radio - Raccolta extra") in tre volumi, usciti rispettivamente il 5 luglio, il 21 settembre e il 21 dicembre 2006. È stato prodotto anche un CD drama intitolato Sound Around (サウンドアラウンド?, Saundo araundo) e pubblicato da Lantis il 24 gennaio 2007.

### Character song
Le character song sono canzoni dedicate ad un personaggio e cantate dal suo doppiatore. Ogni CD comprende canzoni cantate da un doppiatore. Sono stati prodotti due gruppi di CD, uno nel 2006-2007 con 9 CD e uno nel 2009 con 7 CD, e alcuni personaggi ne hanno quindi avuti due.

### Videogiochi
Sono stati prodotti sei differenti videogiochi ispirati alla serie. Banpresto ha pubblicato una avventura grafica disponibile per PlayStation 2 il 31 gennaio 2008 intitolata La perplessità di Haruhi Suzumiya (涼宮ハルヒの戸惑?, Suzumiya Haruhi no tomadoi). Il gioco è stato il novantacinquesimo più venduto in Giappone nel 2008 con 139 425 copie vendute. Namco Bandai Games ha pubblicato un'altra avventura grafica intitolata La promessa di Haruhi Suzumiya (涼宮ハルヒの約束?, Suzumiya Haruhi no yakusoku), per PlayStation Portable il 20 dicembre 2007. Il terzo gioco, sviluppato dalla Kadokawa Shoten per il Wii, L'eccitazione di Haruhi Suzumiya (涼宮ハルヒの激動?, Suzumiya Haruhi no gekidō), è stato pubblicato il 22 gennaio 2009. Il quarto gioco, prodotto dalla SEGA per Wii (Il parallelo di Haruhi Suzumiya (涼宮ハルヒの並列?, Suzumiya Haruhi no heiretsu)) è stato pubblicato il 26 marzo 2009, insieme ad un quinto gioco, sempre della Sega per Nintendo DS (La serie di Haruhi Suzumiya (涼宮ハルヒの直列?, Suzumiya Haruhi no chokuretsu)) il 28 maggio 2009. Nel febbraio 2010, la Kadokawa Shoten ha pubblicato The Day of Sagittarius III in giapponese ed inglese nell'App Store. Namco Bandai ha pubblicato un videogioco per PlayStation 3 e PSP intitolato La reminiscenza di Haruhi Suzumiya (涼宮ハルヒの追想?, Suzumiya Haruhi no tsuisō) il 12 maggio 2011. I personaggi de La malinconia di Haruhi Suzumiya compaiono anche nel gioco crossover per PSP Nendoroid Generation, prodotto da Namco Bandai, Good Smile Company e Banpresto.

## Impatto culturale

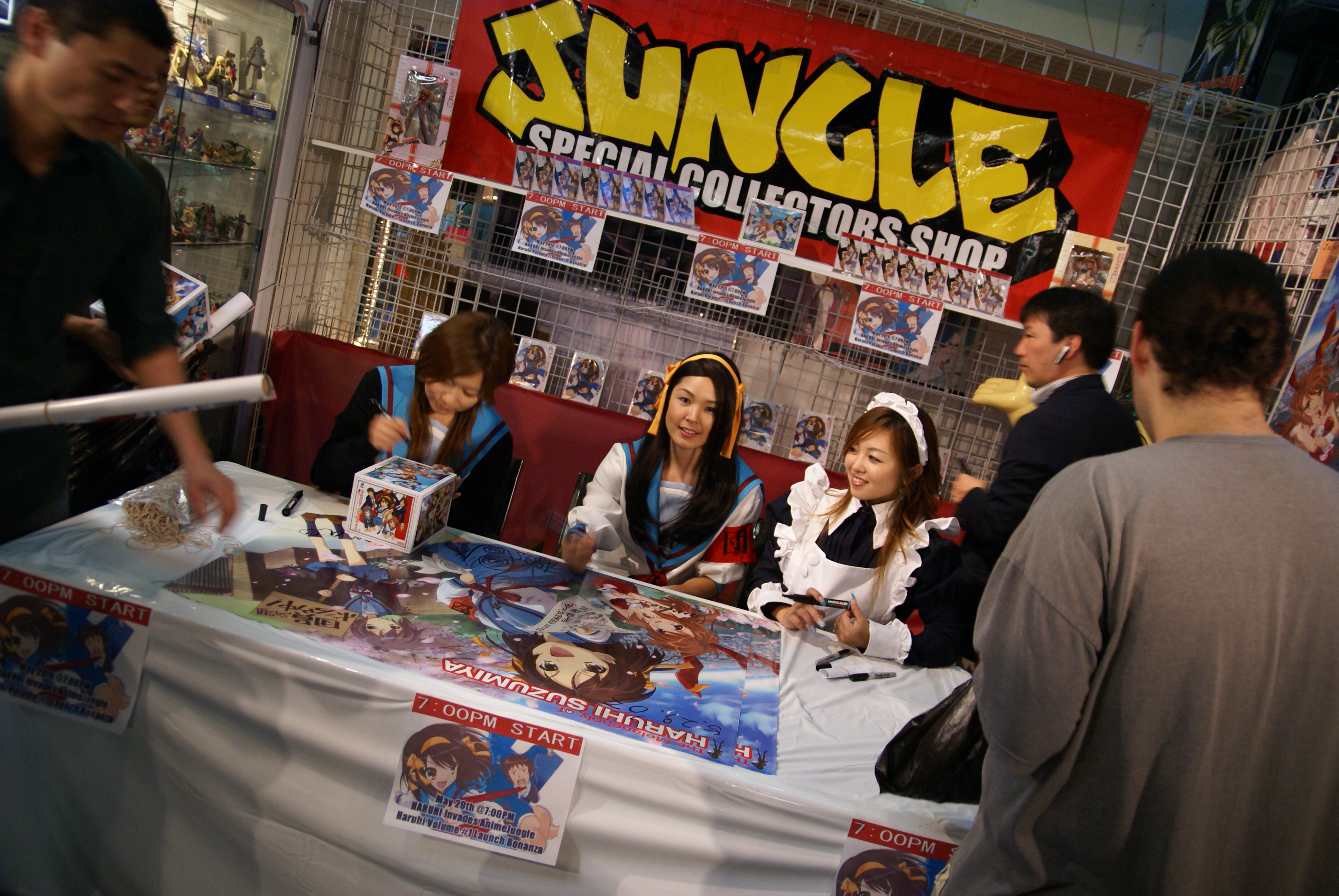
Tre ragazze cosplayer nei panni delle protagoniste della serie, in una convention negli Stati Uniti

La serie ha riscosso immediatamente un enorme successo, diventando in breve tempo un vero e proprio cult, con un larghissimo fandom dedicato. Al dicembre 2006 La malinconia di Haruhi Suzumiya era la serie animata più popolare, secondo Newtype. Manuel Crispo di Everyeye.it citò La malinconia di Haruhi Suzumiya come una delle migliori serie anime tratte dalle light novel.

### Vendite
I primi due volumi della serie raccolta in DVD in Giappone hanno venduto rispettivamente 70.000 e 90.000 copie fino all'agosto 2006. Un sondaggio online organizzato nel 2006 dalla TV Asahi sulle migliori serie di tutti i tempi ha piazzato La malinconia di Haruhi Suzumiya al quarto posto.
Alla fine del 2007, il settimo volume della serie ha venduto 45.000 copie. La serie è inoltre diventata un fenomeno su internet sia in Giappone che nei paesi occidentali. Oltre 2000 filmati della serie, o ispirati ad essa sono stati postati sui siti di video sharing, come YouTube.
La popolarità di questi filmati, ha portato le società detentrici dei diritti a richiedere ai vari siti di rimuovere tale materiale, in quanto protetto da copyright.
Nel 2011 la prima light novel della serie ha raggiunto il milione di copie vendute.

### Riconoscimenti
L'anime ha vinto l'"Animation Kobe Award for TV Feature" nel 2006. Al sesto "Tokyo Anime Awards" annuale, la serie ha vinto nella categoria "Miglior anime televisivo", insieme a Code Geass e Death Note. Inoltre, Aya Hirano ha vinto il "Voice Acting Award." Inoltre la Hirano ha ricevuto il premio come "Miglior attrice in un ruolo primario" al primo "Seiyu Awards".

### Impatto sul turismo
Come avvenuto per altri manga e anime di successo, La malinconia di Haruhi Suzumiya ha fatto sì che si sviluppasse una particolare forma di turismo nei luoghi presi come esempio per disegnare i luoghi dell'anime. Mentre nei romanzi l'ambientazione è imprecisata, per l'anime gli ambienti sono ispirati a quelli della città di Nishinomiya, ed in particolare il liceo Kita (cioè "Nord", nome che viene usato anche nei romanzi) è ispirato all'omonimo liceo di tale città. Il liceo e altri luoghi hanno attirato molti fan della serie. La scuola ha avuto dei problemi con alcuni turisti che sono entrati in zone non aperte al pubblico.

## Riferimenti ad altri manga/anime
Nella serie ci sono molti riferimenti ad altri anime e manga.

### Full Metal Panic!
- Nella puntata numero 1, per qualche secondo si intravede il busto e il volto di Kyoko Tokiwa, un personaggio dell'anime Full Metal Panic!
- Nell'episodio 9, durante lo scontro con il grillo cavernicolo, Koizumi combatte utilizzando dei colpi i cui nomi sono i titoli di due serie dell'anime Full Metal Panic? Fumoffu e Full Metal Panic! The Second Raid.
- Nella medesima puntata e nella medesima situazione, tra Nagato e il grillo cavernicolo, viene a formarsi un campo di forza, molto simile alla tecnologia "Lambda Driver" di Full Metal Panic!
- Durante il festival culturale Kyon consiglia al suo amico di divertirsi in "modo normale" (un riferimento all'episodio delle terme di Full Metal Panic? Fumoffu, nel quale Sousuke dà lo stesso consiglio a Kurz).

### Ad altri
- Nell'episodio "Endless Eight (II)" della serie del 2009 c'è un riferimento ai Pokémon: una delle maschere che compaiono nell'episodio ha la forma del volto di Piplup e varie altre, invece, di Pikachu.
- Nell'episodio "Endless Eight (V)" Kyon, parlando del caldo, dice di capire come si fosse sentita l'Unità 00, facendo riferimento all'episodio 6 di Neon Genesis Evangelion in cui Rei con l'Eva-00 protegge l'Eva-01 e Shinji da un raggio di particelle.
- Negli episodi "Sindrome dell'isola sperduta" (1ª e 2ª parte) si possono notare dei riferimenti a Detective Conan: il fatto che la storia sia divisa in due episodi detti Zenpen (前編? lett. "Prima parte") e Kōhen (後編? lett. "Ultima parte") e non indicati con i numeri romani come negli altri episodi, la comparsa in sovrimpressione di nome, età e professione quando si vede per la prima volta un personaggio, il delitto che avviene in un luogo isolato ed impossibilitato a comunicare con l'esterno. Nella seconda parte, inoltre, è evidente la citazione dal videogioco Capcom Phoenix Wright: Ace Attorney con Haruhi Suzumiya nel ruolo di Phoenix Wright e Itsuki Koizumi nel ruolo del suo rivale Miles Edgeworth; infatti entrambi compiono i gesti caratteristici dei due personaggi del videogame. Anche Mikuru Asahina congiunge le mani e annuisce con le stesse movenze di Maya Fey, che accompagna il protagonista nel gioco.
- L'episodio "Il giorno del Sagittario" è ispirato a Star Blazers. Si notano in particolare il volto del Capitano Avatar sulla copertina del DVD, e il presidente del club di informatica in pieno cosplay di Desslock, calice incluso.
- Sempre nell'episodio "Il giorno del Sagittario" durante la battaglia Haruhi ordina di "lanciare il." e la frase viene interrotta da Kyon che le dice che non è possibile. L'immagine, seppure resa poco visibile, è un chiaro riferimento a Gundam.

### Annotazioni
1. ↑  Regista di unità di serie シリーズ演出?.
2. ↑  Vedi episodio La malinconia di Haruhi Suzumiya V
3. 1 2  Vedi episodio La malinconia di Haruhi Suzumiya III
4. ↑  Vedi episodio La malinconia di Haruhi Suzumiya IV
5. ↑  Vedi episodio La malinconia di Haruhi Suzumiya I
6. ↑  Vedi episodio La malinconia di Haruhi Suzumiya II

### Fonti
1. 1 2  (EN) Egan Loo, Haruhi Suzumiya Teaches English Vocabulary in New Books, in Anime News Network, 19 aprile 2011. URL consultato l'8 febbraio 2023.
2. 1 2   Lucca 2011: Novità J-POP in anteprima, su animeclick.it, AnimeClick.it, 25 ottobre 2011. URL consultato il 25 ottobre 2011.
3. 1 2  JPOP: tre grandi novità manga in arrivo
4. ↑   L'annuncio sul sito dell'editore, su dynit.it. URL consultato il 10 luglio 2008 (archiviato dall'url originale il 17 giugno 2008).
5. 1 2 3   Il 24 ottobre nasce finalmente l'Anime Morning di Rai 4!, su animeclick.it, AnimeClick.it, 23 ottobre 2010, aggiornato il 12-02-2011.
6. 1 2   Haruhi Suzumiya, la nuova serie animata è già in onda, su animeclick.it, 21 maggio 2009. URL consultato il 22 maggio 2009 (archiviato dall'url originale il 25 maggio 2009).
7. ↑  (EN) Disappearance of Haruhi Suzumiya Film Announced for 2010
8. ↑  La scomparsa di Haruhi Suzumiya, nei cinema giapponesi nel 2010
9. ↑  (EN) Gintama, Haruhi Suzumiya Films' Dates Listed in 2010
10. ↑  (JA) 涼宮ハルヒの憂鬱, su kadokawa.co.jp, Kadokawa Shoten. URL consultato il 31 gennaio 2024 (archiviato dall'url originale il 14 ottobre 2008).
11. ↑  (JA) 涼宮ハルヒの驚愕 （後）, su kadokawa.co.jp, Kadokawa Shoten. URL consultato il 31 gennaio 2024 (archiviato dall'url originale il 22 maggio 2011).
12. ↑  (EN) Crystalyn Hodgkins, The Melancholy of Haruhi Suzumiya Franchise Get 1st New Novel in 9 Years (Updated), su animenewsnetwork.com, Anime News Network, 31 agosto 2020. URL consultato il 5 dicembre 2020.
13. ↑  (JA) 角川スニーカー文庫より刊行中の「涼宮ハルヒ」シリーズ。実に4年ぶりとなる最新刊『涼宮ハルヒの劇場』が2024年11月29日に発売決定!!　現在進行中のプロジェクトを大公開！　発売まで楽しみにお待ち下さい。, su kimirano.jp. URL consultato il 31 agosto 2024.
14. ↑   Mondadori porta la light novel di Haruhi in Italia?, in AnimeClick.it, 26 maggio 2010. URL consultato il 31 gennaio 2024.
15. ↑   La malinconia, LaFeltrinelli. URL consultato il 31 gennaio 2024 (archiviato dall'url originale il 30 maggio 2010).
16. ↑  (EN) Rights Report, su PW Children's Bookshelf, Publishers Weekly. URL consultato il 17 aprile 2008.
17. ↑  (JA) "涼宮ハルヒの憂鬱 (20): コミック&アニメ: ツガノガク | 角川書店・角川グループ", su kadokawa.co.jp, Kadokawa Shoten. URL consultato il 3 febbraio 2014 (archiviato dall'url originale il 16 gennaio 2014).
18. ↑  (EN) Yen Press Acquires Haruhi Suzumiya Manga in N. America, su animenewsnetwork.com, Anime News Network, 17 aprile 2008. URL consultato il 17 aprile 2008.
19. ↑   Lucca 2010: Novità J-POP in anteprima, su animeclick.it, AnimeClick.it, 18 ottobre 2010. URL consultato il 18 giugno 2010.
20. ↑   Manga: tutte le uscite italiane di Dicembre 2010, su animeclick.it, AnimeClick.it, 20 novembre 2010, aggiornato il 5-12-2010. URL consultato il 18 giugno 2010.
21. ↑   Manga: tutte le uscite italiane di Gennaio 2011, su animeclick.it, AnimeClick.it, 25 dicembre 2010. URL consultato il 18 giugno 2010.
22. ↑   Manga: tutte le uscite italiane di Agosto 2011, su animeclick.it, AnimeClick.it, 27 luglio 2011. URL consultato il 9 gennaio 2012.
23. ↑  (EN) Yen Press Adds Haruhi-Chan, K-On! Manga, Bungaku Shoujo, su animenewsnetwork.com, Anime News Network, 3 febbraio 2010. URL consultato il 4 febbraio 2010.
24. 1 2  (EN) Bandai Entertainment Adds Haruhi-chan, Churuya-san, su animenewsnetwork.com, Anime News Network, 19 maggio 2010. URL consultato il 19 maggio 2010.
25. ↑  (JA) Eretto, Sito ufficiale di Eretto, su u-u.2-d.jp. URL consultato il 24 gennaio 2009.
26. 1 2  (EN) Haruhi-chan, Churuya-san Anime to Debut on February 13, su animenewsnetwork.com, Anime News Network, 23 gennaio 2009. URL consultato il 24 gennaio 2009.
27. 1 2  (EN) Kadokawa to Launch Young Ace Magazine with Eva in July, su animenewsnetwork.com, Anime News Network, 21 marzo 2009. URL consultato il 29 aprile 2009.
28. ↑   J-Pop: uscite fine gennaio e inizio febbraio 2012, su animeclick.it, AnimeClick.it, 20 gennaio 2012. URL consultato il 20 gennaio 2012.
29. ↑   Haruhi: in arrivo un manga spin-off di Puyo su Itsuki Koizumi, su animeclick.it, AnimeClick.it, 28 febbraio 2012. URL consultato il 28 febbraio 2012.
30. ↑  (JA) 涼宮ハルヒの憂鬱 （１）, su kadokawa.co.jp, Kadokawa Shoten. URL consultato il 16 gennaio 2018.
31. ↑   La malinconia di Haruhi Suzumiya 1, su animeclick.it, AnimeClick.it. URL consultato il 16 gennaio 2018.
32. ↑  (JA) 涼宮ハルヒの憂鬱 （２）, su kadokawa.co.jp, Kadokawa Shoten. URL consultato il 16 gennaio 2018.
33. ↑   La malinconia di Haruhi Suzumiya 2, su animeclick.it, AnimeClick.it. URL consultato il 16 gennaio 2018.
34. ↑  (JA) 涼宮ハルヒの憂鬱 （３）, su kadokawa.co.jp, Kadokawa Shoten. URL consultato il 16 gennaio 2018 (archiviato dall'url originale il 19 ottobre 2011).
35. ↑   La malinconia di Haruhi Suzumiya 3, su animeclick.it, AnimeClick.it. URL consultato il 16 gennaio 2018.
36. ↑  (JA) 涼宮ハルヒの憂鬱 （４）, su kadokawa.co.jp, Kadokawa Shoten. URL consultato il 16 gennaio 2018 (archiviato dall'url originale il 26 ottobre 2011).
37. ↑   La malinconia di Haruhi Suzumiya 4, su animeclick.it, AnimeClick.it. URL consultato il 16 gennaio 2018.
38. ↑  (JA) 涼宮ハルヒの憂鬱 （５）, su kadokawa.co.jp, Kadokawa Shoten. URL consultato il 16 gennaio 2018 (archiviato dall'url originale il 17 settembre 2011).
39. ↑   La malinconia di Haruhi Suzumiya 5, su animeclick.it, AnimeClick.it. URL consultato il 16 gennaio 2018.
40. ↑  (JA) 涼宮ハルヒの憂鬱 （６）, su kadokawa.co.jp, Kadokawa Shoten. URL consultato il 16 gennaio 2018.
41. ↑   La malinconia di Haruhi Suzumiya 6, su animeclick.it, AnimeClick.it. URL consultato il 16 gennaio 2018.
42. ↑  (JA) 涼宮ハルヒの憂鬱 （７）, su kadokawa.co.jp, Kadokawa Shoten. URL consultato il 16 gennaio 2018 (archiviato dall'url originale il 26 ottobre 2011).
43. ↑   La malinconia di Haruhi Suzumiya 7, su animeclick.it, AnimeClick.it. URL consultato il 16 gennaio 2018.
44. ↑  (JA) 涼宮ハルヒの憂鬱 （８）, su kadokawa.co.jp, Kadokawa Shoten. URL consultato il 16 gennaio 2018 (archiviato dall'url originale il 26 ottobre 2011).
45. ↑   La malinconia di Haruhi Suzumiya 8, su animeclick.it, AnimeClick.it. URL consultato il 16 gennaio 2018.
46. ↑  (JA) 涼宮ハルヒの憂鬱 （９）, su kadokawa.co.jp, Kadokawa Shoten. URL consultato il 16 gennaio 2018.
47. ↑   La malinconia di Haruhi Suzumiya 9, su animeclick.it, AnimeClick.it. URL consultato il 16 gennaio 2018.
48. ↑  (JA) 涼宮ハルヒの憂鬱 （１０）, su kadokawa.co.jp, Kadokawa Shoten. URL consultato il 16 gennaio 2018.
49. ↑   La malinconia di Haruhi Suzumiya 10, su animeclick.it, AnimeClick.it. URL consultato il 16 gennaio 2018.
50. ↑  (JA) 涼宮ハルヒの憂鬱 （１１）, su kadokawa.co.jp, Kadokawa Shoten. URL consultato il 16 gennaio 2018.
51. ↑   La malinconia di Haruhi Suzumiya 11, su animeclick.it, AnimeClick.it. URL consultato il 16 gennaio 2018.
52. ↑  (JA) 涼宮ハルヒの憂鬱 （１２）, su kadokawa.co.jp, Kadokawa Shoten. URL consultato il 16 gennaio 2018 (archiviato dall'url originale il 21 ottobre 2011).
53. ↑   La malinconia di Haruhi Suzumiya 12, su animeclick.it, AnimeClick.it. URL consultato il 16 gennaio 2018.
54. ↑  (JA) 涼宮ハルヒの憂鬱 （１３）, su kadokawa.co.jp, Kadokawa Shoten. URL consultato il 16 gennaio 2018 (archiviato dall'url originale il 19 marzo 2011).
55. ↑   La malinconia di Haruhi Suzumiya 13, su animeclick.it, AnimeClick.it. URL consultato il 16 gennaio 2018.
56. ↑  (JA) 涼宮ハルヒの憂鬱 （１４）, su kadokawa.co.jp, Kadokawa Shoten. URL consultato il 16 gennaio 2018 (archiviato dall'url originale il 21 ottobre 2011).
57. ↑   La malinconia di Haruhi Suzumiya 14, su animeclick.it, AnimeClick.it. URL consultato il 16 gennaio 2018.
58. ↑  (JA) 涼宮ハルヒの憂鬱 （１５）, su kadokawa.co.jp, Kadokawa Shoten. URL consultato il 16 gennaio 2018.
59. ↑   La malinconia di Haruhi Suzumiya 15, su animeclick.it, AnimeClick.it. URL consultato il 16 gennaio 2018.
60. ↑  (JA) 涼宮ハルヒの憂鬱 （１６）, su kadokawa.co.jp, Kadokawa Shoten. URL consultato il 16 gennaio 2018.
61. ↑   La malinconia di Haruhi Suzumiya 16, su animeclick.it, AnimeClick.it. URL consultato il 16 gennaio 2018.
62. ↑  (JA) 涼宮ハルヒの憂鬱 （１７）, su kadokawa.co.jp, Kadokawa Shoten. URL consultato il 16 gennaio 2018 (archiviato dall'url originale il 9 novembre 2012).
63. ↑   La malinconia di Haruhi Suzumiya 17, su animeclick.it, AnimeClick.it. URL consultato il 16 gennaio 2018.
64. ↑  (JA) 涼宮ハルヒの憂鬱 （１８）, su kadokawa.co.jp, Kadokawa Shoten. URL consultato il 16 gennaio 2018.
65. ↑   La malinconia di Haruhi Suzumiya 18, su animeclick.it, AnimeClick.it. URL consultato il 16 gennaio 2018.
66. ↑  (JA) 涼宮ハルヒの憂鬱 （１９）, su kadokawa.co.jp, Kadokawa Shoten. URL consultato il 16 gennaio 2018.
67. ↑   La malinconia di Haruhi Suzumiya 19, su animeclick.it, AnimeClick.it. URL consultato il 16 gennaio 2018.
68. ↑  (JA) 涼宮ハルヒの憂鬱 （２０）, su kadokawa.co.jp, Kadokawa Shoten. URL consultato il 16 gennaio 2018.
69. ↑   La malinconia di Haruhi Suzumiya 20, su animeclick.it, AnimeClick.it. URL consultato il 16 gennaio 2018.
70. 1 2   Scheda del DVD 1, su dynit.it, Dynit. URL consultato il 18 giugno 2011 (archiviato dall'url originale il 2 febbraio 2014).
71. ↑  (EN) English DVD 1 review, su animenewsnetwork.com, Anime News Network, 31 maggio 2007. URL consultato il 1º giugno 2007.
72. ↑  (EN) Scheda sull'anime La malinconia di Haruhi Suzumiya, Anime News Network.
73. ↑   Scheda del DVD 2, su dynit.it, Dynit. URL consultato il 18 giugno 2011 (archiviato dall'url originale il 2 febbraio 2014).
74. ↑   Scheda del DVD 3, su dynit.it, Dynit. URL consultato il 18 giugno 2011 (archiviato dall'url originale il 2 febbraio 2014).
75. ↑   Scheda del DVD 4, su dynit.it, Dynit. URL consultato il 18 giugno 2011 (archiviato dall'url originale il 2 febbraio 2014).
76. ↑   Dynit: dettagli DVD Haruhi Suzumiya, su animeclick.it, AnimeClick.it, 4 agosto 2008. URL consultato il 18 giugno 2011.
77. ↑   Dynit: Arriva 'Popcorn TV'! Anime a portata di click., su animeclick.it, AnimeClick. URL consultato il 12 gennaio 2011.
78. ↑   Nuova stagione annunciata, in Asahi Shimbun, 7 luglio 2007.
79. ↑   New Haruhi Suzumiya Anime Series Details Revealed, su animenewsnetwork.com, Anime News Network, 17 dicembre 2007. URL consultato il 17 dicembre 2007.
80. ↑   Haruhi Suzumiya TV Anime Reportedly to Relaunch in April, su animenewsnetwork.com, Anime News Network, 3 febbraio 2009. URL consultato il 4 febbraio 2009.
81. ↑  (EN) Gigazine & J-Cast: 2009 Haruhi Will Be 28 Episodes Long, su animenewsnetwork.com, Anime News Network, 3 aprile 2009. URL consultato il 12 settembre 2009.
82. ↑  (JA) Il tumulto della nuova serie di Haruhi Suzumiya: era una replica completa, ma..., su j-cast.com, J-Cast, 3 aprile 2009. URL consultato il 3 aprile 2009.
83. ↑  (EN) 2nd Haruhi Anime Season's DVDs Mentioned in New Video, su animenewsnetwork.com, Anime News Network, 25 gennaio 2010. URL consultato il 26 gennaio 2010.
84. ↑  (EN) The Melancholy of Haruhi Suzumiya Season 2 [PRE-ORDER 09/14], su store.bandai-ent.com, Bandai Entertainment, Inc.. URL consultato il 2 gennaio 2016 (archiviato dall'url originale il 2 settembre 2010).
85. 1 2  (EN) New Manga DVD/BR Release Dates Announced, su animenewsnetwork.com, Anime News Network, 13 aprile 2011. URL consultato il 13 aprile 2011.
86. ↑  (EN) Animax Asia's official website for The Melancholy of Haruhi Suzumiya 2, su animax-asia.com, Animax Asia. URL consultato il 31 marzo 2011 (archiviato dall'url originale il 7 aprile 2011).
87. ↑  (EN) [CD Album] Suzumiya Haruhi No Gensou, su cdjapan.co.jp, CDJapan. URL consultato il 3 dicembre 2016.
88. ↑  (EN) [DVD] Suzumiya Haruhi No Gensou, su cdjapan.co.jp, CDJapan. URL consultato il 3 dicembre 2016.
89. ↑  (EN) Haruhi-chan, Churuya-san Streamed with English Subs, su animenewsnetwork.com, Anime News Network, 14 febbraio 2009. URL consultato il 14 febbraio 2009.
90. ↑  (EN) The Melancholy of Haruhi-chan Suzumiya & Nyoron! Churuya-san Vol 1, su store.bandai-ent.com, Bandai Entertainment. URL consultato il 23 settembre 2010 (archiviato dall'url originale il 24 settembre 2010).
91. ↑  (EN) Disappearance of Haruhi Suzumiya Film Announced for 2010, su animenewsnetwork.com, Anime News Network, 8 ottobre 2009. URL consultato l'8 ottobre 2009.
92. ↑  (JA) Immagine che mostra una pubblicità del videogioco per PlayStation 2 (JPG), su moetron.com. URL consultato il 22 luglio 2007 (archiviato dall'url originale il 4 ottobre 2007).
93. ↑  (JA) Sito ufficiale del videogioco di Haruhi Suzumiya per PS2, su haruhi-bp.com. URL consultato il 22 luglio 2007 (archiviato dall'url originale il 1º luglio 2007).
94. ↑  (JA)  2008 top 100, su kyoto.zaq.ne.jp. URL consultato il 21 gennaio 2009 (archiviato dall'url originale il 24 febbraio 2009).
95. ↑  (JA) Sito ufficiale del videogioco di Haruhi Suzumiya per PSP, su b.bngi-channel.jp. URL consultato il 22 luglio 2007.
96. ↑  (JA) Videogioco di Haruhi Suzumiya annunciato per Wii, su kotaku.com. URL consultato il 22 luglio 2007 (archiviato dall'url originale il 27 maggio 2012).
97. ↑  (JA) Sito ufficiale del videogioco L'eccitazione di Haruhi Suzumiya, su haruhi-wii.com. URL consultato il 21 giugno 2008 (archiviato dall'url originale il 13 giugno 2008).
98. ↑  (JA) Sito ufficiale dei videogiochi di Haruhi Suzumiya di Sega, su haruhi-rendou.sega.jp. URL consultato il 6 gennaio 2009 (archiviato dall'url originale il 30 dicembre 2008).
99. ↑  (EN) Suzumiya Haruhi no Heiretsu, 2nd Wii Game Out, su animekon.com, Animekon. URL consultato il 25 marzo 2009 (archiviato dall'url originale il 10 febbraio 2013).
100. ↑  (EN) Haruhi Suzumiya DS delayed, su gonintendo.com, GoNintendo, 20 febbraio 2009. URL consultato il 23 marzo 2009.
101. ↑  (EN) Haruhi's Day of Sagittarius III Game Offered on iPhone, su Anime News Network, 17 febbraio 2010. URL consultato il 20 febbraio 2010.
102. ↑  (EN) Suzumiya Haruhi no Tsuisō PSP/PS3 Game to Ship in 2011, su animenewsnetwork.com, Anime News Network, 19 ottobre 2010. URL consultato il 20 ottobre 2010.
103. ↑  (JA) Nendoroid Generation, su nengene.channel.or.jp, Namco Bandai Games. URL consultato il 16 maggio 2011.
104. ↑   Newtype USA numero #50, Kadokawa Shoten, dicembre 2006.
105. ↑   Manuel Crispo, Le migliori serie anime tratte da light novel, su Everyeye.it, 29 agosto 2018. URL consultato il 25 agosto 2020.
106. ↑  (EN) Anime News Service - August 26th-31st Anime News, su animenewsservice.com, Anime News Service. URL consultato il 10 luglio 2008 (archiviato dall'url originale il 7 dicembre 2006).
107. ↑  (EN) Classifica giapponese di anime, su animenewsnetwork.com, Anime News Network. URL consultato il 10 luglio 2008.
108. ↑  (EN) Japanese Animation DVD Ranking: Top 20 DVDs of 2007, su animenewsnetwork.com.au. URL consultato il 10 luglio 2008 (archiviato dall'url originale il 21 settembre 2008).
109. ↑  (EN) JASRAC Asks YouTube to Improve Anti-Piracy Measures, su animenewsnetwork.com, Animenewsnetwork, 12 dicembre 2006. URL consultato il 10 luglio 2008.
110. ↑   Un milione di copie raggiunte per La Malinconia di Haruhi Suzumiya, su animeclick.it, AnimeClick.it, 14 luglio 2011. URL consultato il 15 luglio 2011.
111. ↑  (EN) La vittoria di Suzumiya Haruhi nel 2006, su anime-kobe.jp. URL consultato il 10 luglio 2008 (archiviato dall'url originale il 24 marzo 2012).
112. ↑  (EN) Results of 6th Annual Tokyo Anime Awards Announced, su Anime News Network, 19 marzo 2007. URL consultato il 10 luglio 2008.
113. ↑  (JA)  L'elenco dei vincitori del 2006, su animeanime.jp, 16 marzo 2007. URL consultato il 10 luglio 2008.
114. ↑   Real life anime locations: La malinconia di Haruhi Suzumiya, su animeclick.it, AnimeClick.it, 5 marzo 2013. URL consultato il 31 marzo 2013.
115. ↑  (EN) Haruhi's high school doesn't appreciate otaku visits, su japanator.com, 16 aprile 2010. URL consultato il 31 marzo 2013 (archiviato dall'url originale il 24 maggio 2013).